# Art Dubai

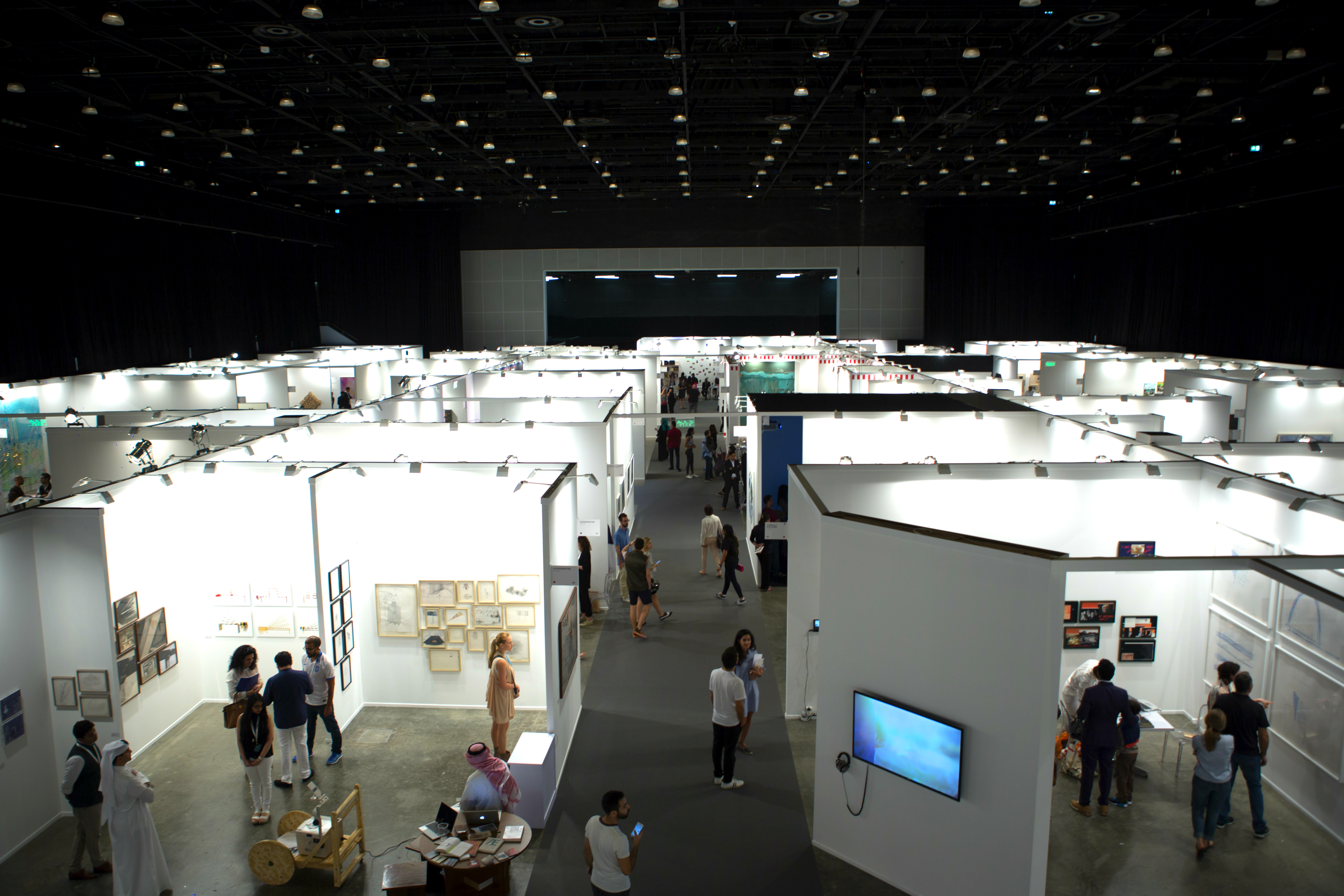
Art Dubai (2016)

Die Art Dubai ist eine internationale Kunstmesse in Dubai mit dem Schwerpunkt auf zeitgenössischer Kunst. Sie gilt als die führende Kunstmesse für den Nahen Osten, Nordafrika und Südasien und findet jährlich im Rahmen der Art Week in Madinat Jumeirah statt.

## Organisation
2007 wurde die Art Dubai zum ersten Mal veranstaltet, damals gab es 42 Aussteller. Diese Zahl stieg in den folgenden Jahren, bei der Art Dubai (2014) lag sie bei 75 Ausstellern aus 32 Ländern, darunter auch weltweit bekannte Galerien. 2014 nahmen ca. 500 Künstler und 25000 Besucher an dem Geschehen teil. Zu den jeweiligen Sponsoren agierte jedes Jahr die Dubai Culture & Arts Authority in der Position des strategischen Partners. Die allein von der Dubai Culture & Arts Authority veranstaltete Sikka Art Fair unterscheidet sich von der Art Dubai insofern, als die Sikka Art Fair den Fokus auf regionale, emiratische Kunst legt und die Art Dubai internationale Kunst (allerdings mit Bezug zum Nahen Osten) exponiert.